# Liste de sujets relatifs à l'algèbre de Boole
Voici une liste de sujets autour de l'algèbre booléenne et la logique propositionnelle.

## Articles généraux et introductions
- Algèbre des parties d'un ensemble
- Algèbre de Boole (structure)
- Algèbre de Boole
- Algèbre d'ensembles
- Connecteur logique
- Calcul des propositions

## Connecteurs et fonctions booléennes
- Fonction NON-OU
- Algèbres de Boole canoniquement définies (en)
- Disjonction conditionnée
- Fonction booléenne évasive (en)
- Fonction OU exclusif
- Complétude fonctionnelle (en)
- Conjonction logique
- Disjonction logique
- Égalité logique (en)
- Déduction logique
- Négation logique
- Représentation de Lupanov (en), attribuée à Oleg Lupanov
- Implication logique
- Barre de Sheffer
- Fonction booléenne symétrique (en)

## Exemples de algèbres de Boole
- Domaine booléen
- Algèbre de Lindenbaum
- Algèbre de Boole à deux éléments

## Extensions et généralisations
- Algèbre de Boole complète (en)
- Logique du premier ordre
- Algèbre de Boole libre (en)
- Algèbre de Heyting
- Algèbre Booléenne monadique (en)

## Syntaxe
- Forme normale algébrique
- Forme canonique (algèbre booléenne)
- Forme normale conjonctive
- Forme normale disjonctive
- Système formel

## Applications techniques
- Porte logique
- Analyse Booléenne

## Théorèmes, lois et principes spécifiques
- Théorème de compacité
- Théorème du consensus
- Lois de De Morgan
- Algèbre de Boole (logique)
- Loi de Peirce

## Personne
- Boole, George
- De Morgan, Auguste
- Jevons, William Stanley
- Peirce, Charles Sanders
- Stone, Marshall Harvey
- Venn, John

## Philosophie
- Syllogistique de Boole (en)
- Graphe logique

## Représentation
- Table de vérité
- Table de Karnaugh
- Diagramme de Venn

## Non classé
- Fonction booléenne
- Problème SAT
- Fonction caractéristique
- Matrice logique
- Valeur de vérité
- Algèbre booléenne topologique (en)